# Eta de la Màquina Pneumàtica
Eta de la Màquina Pneumàtica (η Antliae) és una estrella binària de la [[constel·lació] de la Màquina Pneumàtica]]. Està aproximadament a 106 anys llum de la Terra.
La component primària, η Antliae A, és una gegant blanca-groga del tipus F de la magnitud aparent +5,23. La seva companya, η Antliae B, està a 31 segons d'arc i és de la magnitud aparent +11,3.